# 艾平
艾平（1953年8月—），湖北武汉人。男，汉族，中华人民共和国政治人物、外交官。1969年1月在陕西省延川县插队，1973年9月在北京外国语学院学习，1977年6月加入中国共产党。1979年9月赴加拿大留学。1977年10月起在中共中央对外联络部工作，历任副处长、处长、非洲局局长、一局局长。2001年，接替蒋正云担任中华人民共和国驻埃塞俄比亚大使。2004年，由林琳接任。2010年5月至2014年3月，任中共中央对外联络部副部长。